# Damiria fistulata
Damiria fistulata är en svampdjursart som först beskrevs av Carter 1880.  Damiria fistulata ingår i släktet Damiria och familjen Acarnidae. Inga underarter finns listade i Catalogue of Life.